# Knowth

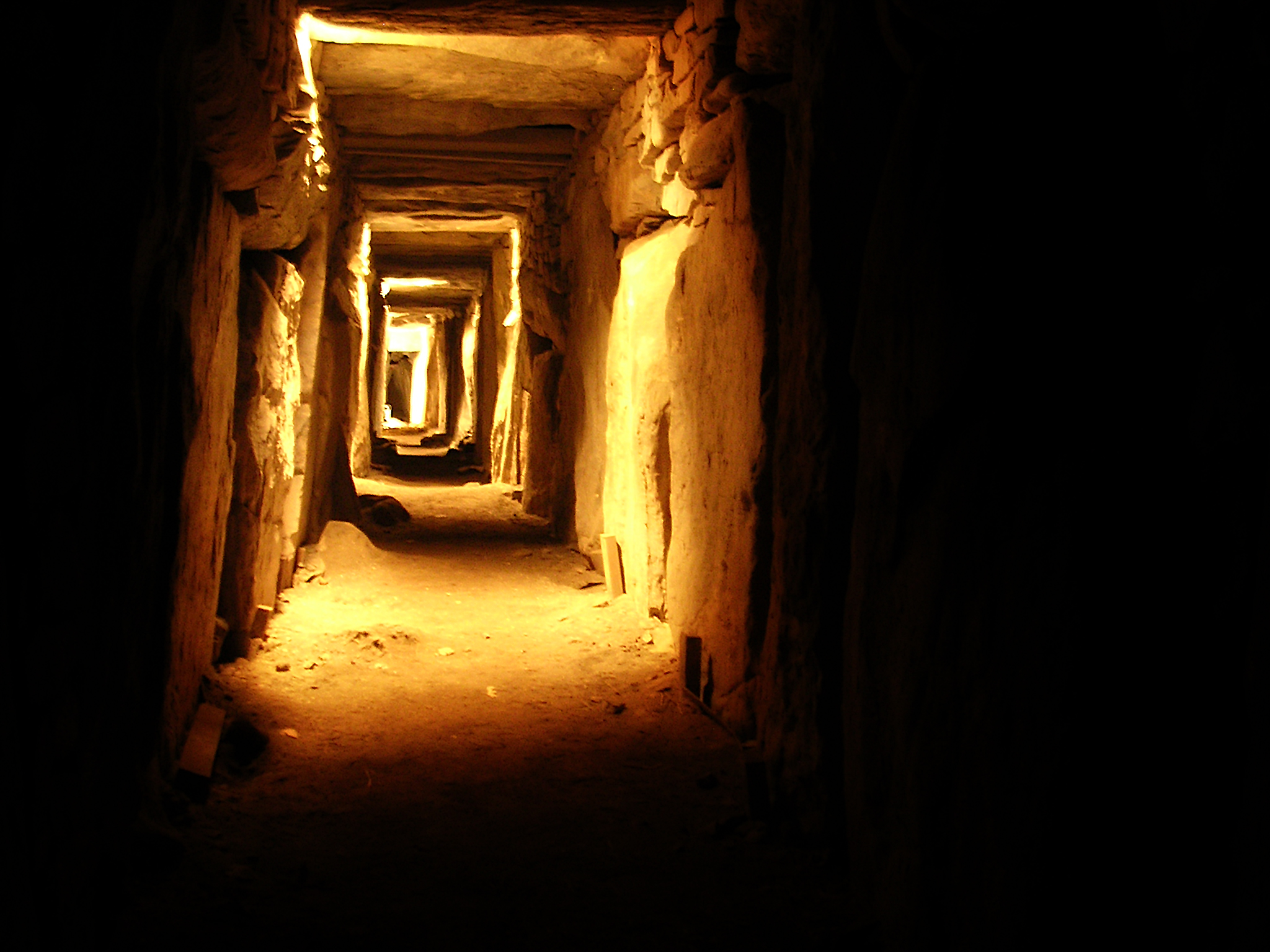
Wschodni pasaż, Knowth, Irlandia.

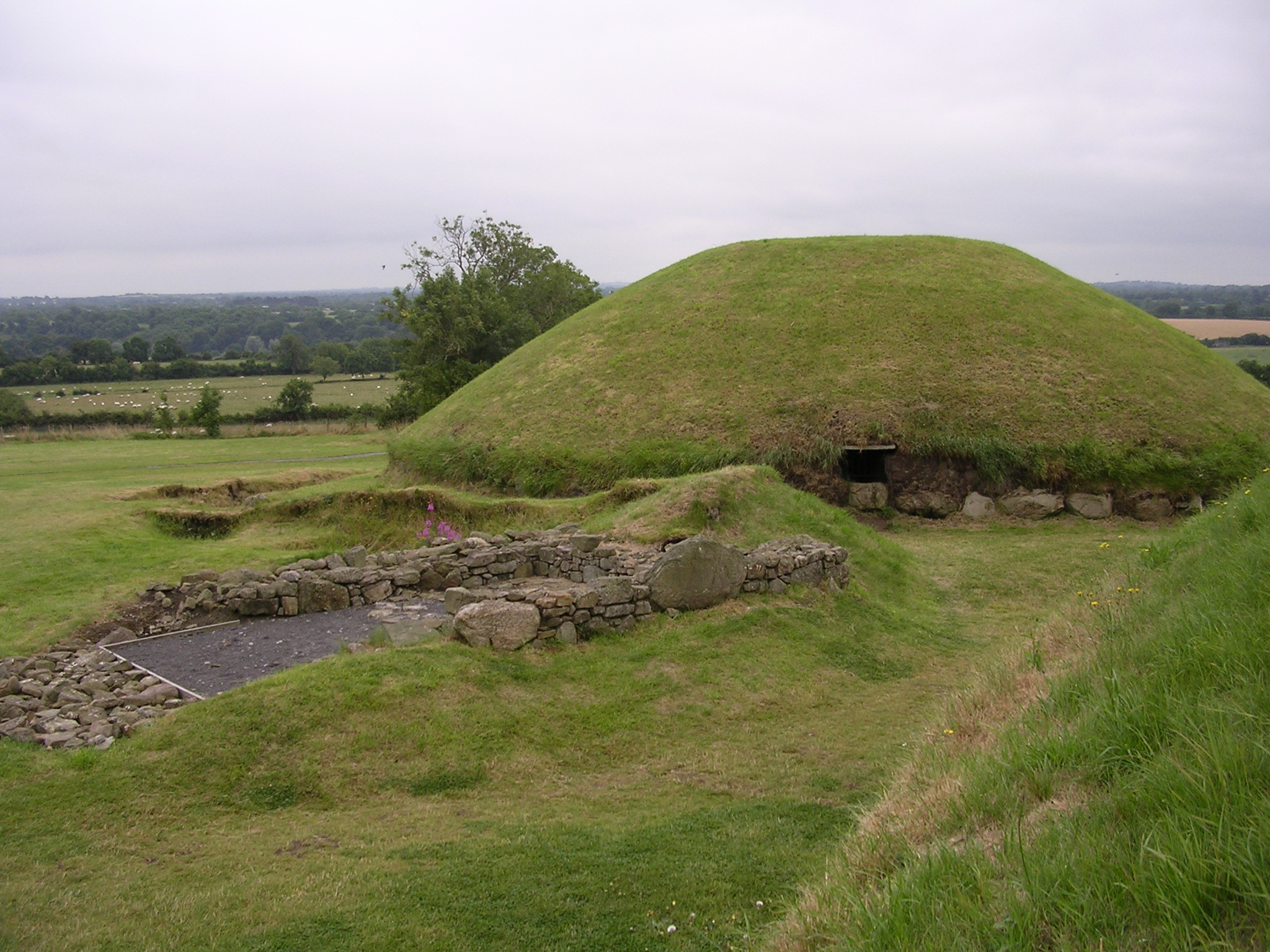
Neolityczne grobowce w Knowth, Irlandia

Knowth (irl. Cnobha) – stanowisko archeologiczne we wschodniej Irlandii, należące do kompleksu Brú na Bóinne. Odkryto tu ślady bytności człowieka od czasów prehistorycznych po średniowiecze. 
Według przeprowadzonych badań radiowęglowych, stanowisko Knowth 8 (BM-1076) zostało wydatowane na 4852±71 BP (3780–3380 p.n.e. – data skalibrowana), a stanowisko Knowth 16 (BM-1078) na 4399±67 BP (3330–2790 p.n.e. – data skalibrowana).
Najstarszymi znaleziskami są neolityczne grobowce galeriowe z III tysiąclecia p.n.e. Są one prawdopodobnie wytworem tej samej kultury, co grobowce w sąsiednim Newgrange, chociaż są od nich starsze o ok. 500 lat. Wokół głównego kopca grobowego w Knowth usytuowanych jest 17 mniejszych kopców. Główny kopiec mieści w sobie dwa grobowce, usytuowane ze wschodu na zachód. Podobnie jak w Newgrange, główna komora ma kształt krzyża, a sklepienie podparte jest na wspornikach. 
W końcu II tysiąclecia p.n.e. Knowth było zamieszkane przez ludność kultury pucharów lejkowatych, która pozostawiła po sobie naczynia chowane wraz ze zmarłymi. 
Od początku naszej ery wyraźne stają się wpływy celtyckie, w tym chrześcijańskie (od VIII do XII wieku). Na przełomie XII i XIII stulecia mieszkali tu natomiast Normanowie, którzy w neolitycznych kurhanach wydrążali systemy korytarzy.